# Gonomyia horribilis
Gonomyia horribilis là một loài ruồi trong họ Limoniidae. Chúng phân bố ở miền Cổ bắc.